# Litteraturfrämjandets stipendiater 1971
Boklotteriet ombildades 1965 till en stiftelse: Litteraturfrämjandet. Anledningen till detta var mest av administrativ karaktär.
För år 1970 blev överskottet för Boklotteriet cirka 446 000 kronor. Antalet lotter var 850 000 lotter.
Litteraturfrämjandet delade 1971 ut följande stipendier:
10 000 kronor
- Gunnar Adolfsson
- Hans Hergin
- Sandro Key-Åberg
- Kjell Sundberg

5 000 kronor
- Ove Allansson
- Olle Hammarlund
- Helge Jedenberg
- Jan Eric Palm
- Astrid Pettersson
- Carl Magnus von Seth
- Anna Wahlgren-Feldt

3 000 kronor
- Berit Bergström
- Bertil Carlsson
- Lars Molin
- Eva Norman
- Kerstin Strandberg

Översättarstipendier om 3 000 kronor vardera till
- E R Gummerus
- Viveka Heyman

Övriga stipendier
- Knut Hansson 2 000 kronor
- Katarina Taikon 2 000 kronor
- Georg Stenmark 1 500 kronor
- Bertil Gejrot 1 000 kronor
- Stig Järrel 1 000 kronor
- Erik Nyhlén 1 000 kronor

- Rolf Knutsson 3 000 kronor
- Nils Parling 1 500 kronor
- Knut Hansson 500 kronor

Stipendier till barn- och ungdomsförfattare
- Barbro Lindgren 3 000 kronor
- Gunnar Niland  3 000 kronor
- Maud Reuterswärd 3 000 kronor
- Kerstin Sundh  3 000 kronor
- Birgitta Eklund  1 500 kronor
- Valter Unefäldt  1 500 kronor

Stipendium från Arbetarnas bildningsförbund som erhållit medel från Litteraturfrämjandet
- Litteraturfrämjande verksamhet 10 000 kronor

Stipendium från Arbetarnas bildningsförbund:s Förbundskonferens som erhållit medel från Litteraturfrämjandet på 2 500 kronor vardera till
- Thorstein Bergman
- Lennart F Johansson

Stipendium från Aftonbladetsom erhållit medel från Litteraturfrämjandet på 10 000 kronor till
- Lars Norén

Stipendium från Fackförbundspressens samorganisation som erhållit medel från Litteraturfrämjandet på 5 000 kronor till
- Sören Fallberg

Stipendier från Landsbygdens stipendienämnd som erhållit medel från Litteraturfrämjandet på 5 000 kronor vardera till
- Gabriel Jönsson
- Maj Larsson

Stipendier från tidningen Vi som erhållit medel från Litteraturfrämjandet på 2 000 kronor vardera till
- Sonja Bergvall
- Hans Björkegren
- Britt G Hallqvist
- Olof Hoffsten
- Karin de Laval

Stipendier från Kooperativa Personalalliansen som erhållit medel från Litteraturfrämjandet på 5 000 kronor till
- Elly Jannes

Stipendium från Fib:s lyrikklubb som erhållit medel från Litteraturfrämjandet på 10 000 kronor till
- Tobias Berggren

Litteraturfrämjandets stora pris på 50 000 kronor till
- Birgitta Trotzig

Litteraturfrämjandets stora romanpris på 15 000 kronor till
- Hans O. Granlid

Carl Emil Englund-priset på 15 000 kronor till
- Göran Sonnevi

Litteraturfrämjandets hederspris Guldskeppet till
- Anders Österling

För Boklotteriets och Litteraturfrämjandets stipendiater övriga år: Se
- 1949 Boklotteriets stipendiater 1949
- 1950 Boklotteriets stipendiater 1950
- 1951 Boklotteriets stipendiater 1951
- 1952 Boklotteriets stipendiater 1952
- 1953 Boklotteriets stipendiater 1953
- 1954 Boklotteriets stipendiater 1954
- 1955 Boklotteriets stipendiater 1955
- 1956 Boklotteriets stipendiater 1956
- 1957 Boklotteriets stipendiater 1957
- 1958 Boklotteriets stipendiater 1958
- 1959 Boklotteriets stipendiater 1959
- 1960 Boklotteriets stipendiater 1960
- 1961 Boklotteriets stipendiater 1961
- 1962 Boklotteriets stipendiater 1962
- 1963 Boklotteriets stipendiater 1963
- 1964 Boklotteriets stipendiater 1964
- 1965 Litteraturfrämjandets stipendiater 1965
- 1966 Litteraturfrämjandets stipendiater 1966
- 1967 Litteraturfrämjandets stipendiater 1967
- 1968 Litteraturfrämjandets stipendiater 1968
- 1969 Litteraturfrämjandets stipendiater 1969
- 1970 Litteraturfrämjandets stipendiater 1970
- 1971 Litteraturfrämjandets stipendiater 1971
- 1972 Litteraturfrämjandets stipendiater 1972